# Verkannter Grashüpfer

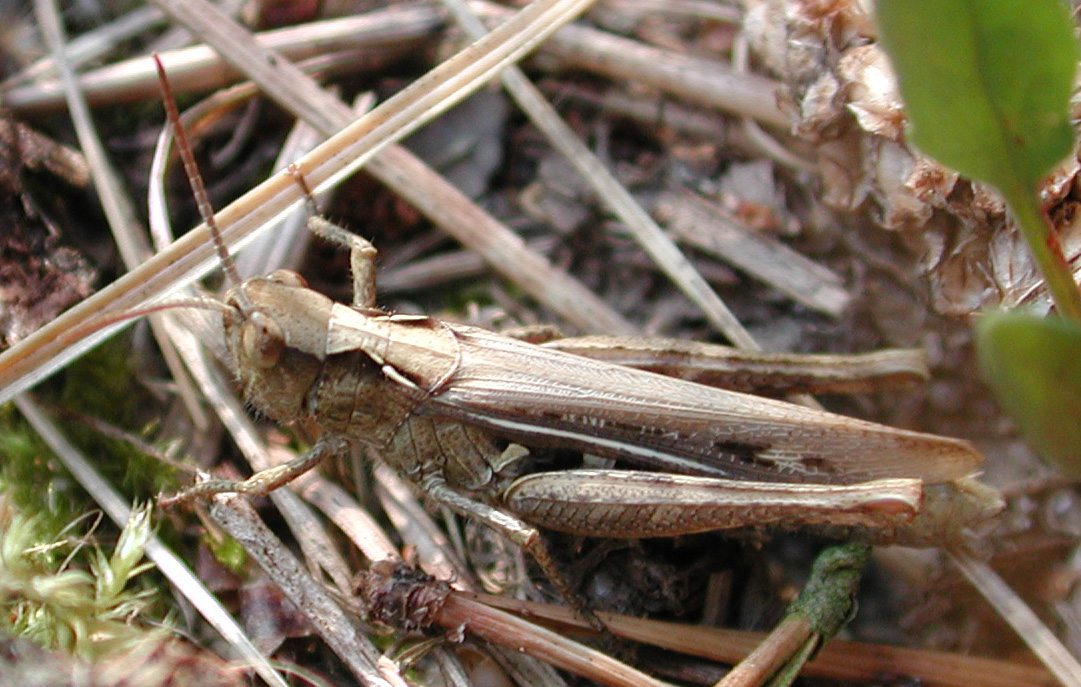
Weibchen des Verkannten Grashüpfers

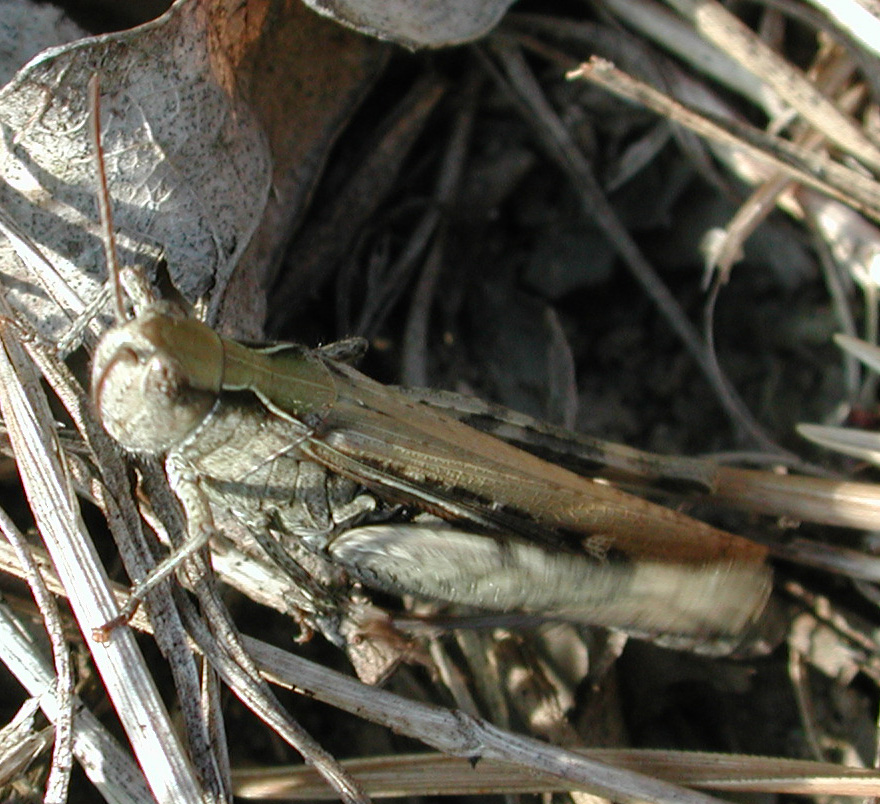
Weibchen erzeugt Paarungslaut

Der Verkannte Grashüpfer (Chorthippus mollis) ist eine Kurzfühlerschrecke aus der Familie der Feldheuschrecken (Acrididae) und gehört zur Unterfamilie der Grashüpfer (Gomphocerinae). Sie ist in Deutschland weit verbreitet.

## Merkmale
Beide Geschlechter sind oberseits im Wesentlichen grau-bräunlich, jedoch etwas variabel gefleckt. Die Unterseite ist heller und die Seiten des Abdomens erscheinen meist senkrecht schwarz-hell gestreift. Die Abdomenspitze ist bei Männchen und Weibchen oft oberseits rot. Die Weibchen sind mit 20 bis 25 Millimetern Länge deutlich größer als die Männchen. Im Feld ist die Art nur an der Lautäußerung sicher von mehreren äußerlich sehr ähnlichen Arten der Gattung Chorthippus (sog. 'Biguttulus-Gruppe' mit C. brunneus und C. biguttulus oder auch von C. apricarius) zu unterscheiden, mit denen sie auch ähnliche Lebensräume teilen.

## Lebensraum
Die Art bevorzugt trocken-warme Standorte mit sandigem Untergrund und offenen Bodenstellen, auch Wegränder, Kahlschläge und Brachen.

## Lebensweise
Die Art ernährt sich von Gräsern. Die Weibchen des Verkannten Grashüpfers legen die Eier in den Boden. Der Gesang besteht aus langen Strophen (15–20 Sekunden) von anfänglich sehr leisen, in der Mitte mit tickenden Lauten durchsetzen am Ende stark anschwellenden Schwirrlauten. Der Gesang ist für Menschen etwa 10 m weit hörbar und eindeutig zu erkennen. Neben dem Normalgesang gibt es noch einen kürzeren, lauten Rivalengesang und sehr leise Paarungslaute, die auch von den Weibchen erwidert werden.

## Verbreitung
Die Art kommt an geeigneten Standorten in ganz Deutschland, den Niederlanden und Belgien vor. Die britischen Inseln sind jedoch nicht besiedelt.